# Chibly Langlois
Chibly Langlois (La Vallée, 1958. november 29. –) római katolikus pap, a Les Cayes-i egyházmegye püspöke, bíboros.

## Élete
1991. szeptember 22-én szentelték pappá. 1994 és 1996 között a Lateráni Egyetemen tanult.

### Püspöki pályafutása
II. János Pál pápa 2004. április 8-án a Fort-Libertéi egyházmegye püspökévé nevezte ki és június 6-án püspökké szentelték. XVI. Benedek pápa 2011. augusztus 15-én kinevezte a Les Cayes-i egyházmegye püspökévé. 2011 óta a Haiti Püspöki Konferencia elnöke. Ferenc pápa a 2014. február 22-i konzisztóriumon bíborossá kreálta.